# 한강 여의도 봄꽃 축제
영등포 여의도 봄꽃 축제는 매년 봄(대략 4월경)에 서울 영등포구 여의도동 여의서로(옛 명칭 "윤중로")에서 개최되는 축제로서, 영등포구가 주최한다. 국회 의사당 뒷길인, 여의서로에 집중적으로 심어진 벚꽃의 만발을 감상하고, 즐기기 위한 목적으로 열리고, 행사 기간에 맞추어, 대한민국 국회에서 주최하는 별도의 '국회벚꽃축제'도 개최된다.

## 연도별 축제

### 2005 제1회
- 교통통제 : 2005년 4월 1일 ~ 4월 12일 <12일간>
- 문화행사 : 2005년 4월 5일 ~ 4월 10일 <6일간>

"한강 여의도 벚꽃 축제"라는 공식 명칭으로 처음 행사가 진행되었다.

### 2006 제2회
- 교통통제 : 2006년 4월 5일(수) ~ 4월 20일(목) <16일간>
- 문화행사 : 2006년 4월 8일(수) ~ 4월 12일(목) <5일간>

### 2007 제3회
- 교통통제 : 2007년 4월 2일 ~ 4월 11일 <10일간>
- 문화행사 : 2007년 4월 6일(금) ~ 4월 10일 (화) <6일간>

2007년부터 '벚꽃축제'에서 '봄꽃축제'로 명칭이 변경되었다.

### 2008 제4회
- 교통통제 : 2008년 4월 11일(금) ~ 4월 25일(금) <15일간>
- 문화행사 : 2008년 4월 16일(수) ~ 4월 20일(일) <5일간>

### 2009 제5회
- 질서유지기간 : 2009년 4월 3일(금) ~ 4월 18일(토) <16일간>
- 문화행사 : 2009년 4월 8일(수) ~ 4월 12일(일) <5일간>
- 주    제 : "꽃은 원래 하늘에서 핀다"

### 2010 제6회
- 교통통제 : 2010년  4월 14일(수) ~ 4월 27일(화) <14일간>
- 문화행사 : 2010년 4월 15일(목) ~ 4월 19일(월) <5일간>

천안함 사건과 이상 기후로 인한 벚꽃의 미개화로, 행사가 축소·연기되었다.

### 2011 제7회
- 교통통제 : 2011년 4월  8일(금) ~ 4월 19일(화) <12일간>
- 문화행사 : 2011년 4월 13일(수) ~ 4월 17일(일) <5일간>
- 주제 : 꽃은 소리에 흩날린다
- 표어 : 꽃, 자연, 인간 그리고 예술과의 조화

### 2012 제8회
- 교통통제 : 2012년 4월 13일(금) ~ 4월 23일(월) <11일간>
- 문화행사 : 2012년 4월 13일(금) ~ 4월 17일(화) <5일간>
- 주제 : 공감 2012, 꽃들에게 길을 묻다

이상 기후로 인한 벚꽃의 미개화로, 행사가 17일에서 23일로 연장되었다.

### 2020 제16회
- 코로나19 범유행 우려로 행사가 취소되었다.

### 2021 제17회
- 코로나19 범유행 우려로 행사가 취소되었다.[1]

### 2023 제19회
- 문화행사 : 2023년 4월 4일(화) ~ 4월 9일(일) <5일간>

### 2024 제20회
- 문화행사 : 2023년 3월 29일(화) ~ 4월 2일(일) <4일간>

### 2025 제21회
- 문화행사 : 2023년 4월 8일(화) ~ 4월 12일(토) <5일간>

## 사진

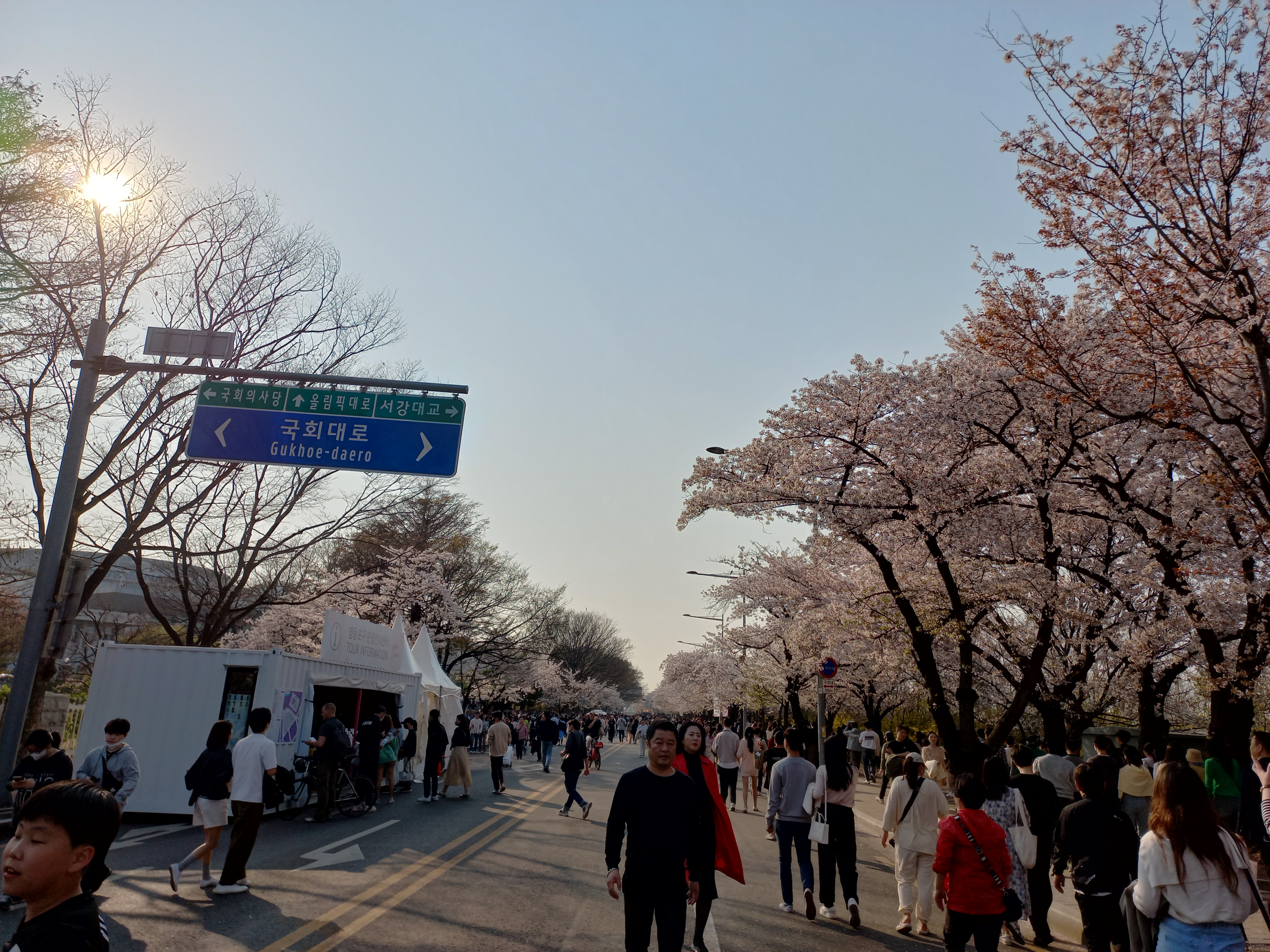
2023년 4월 2일
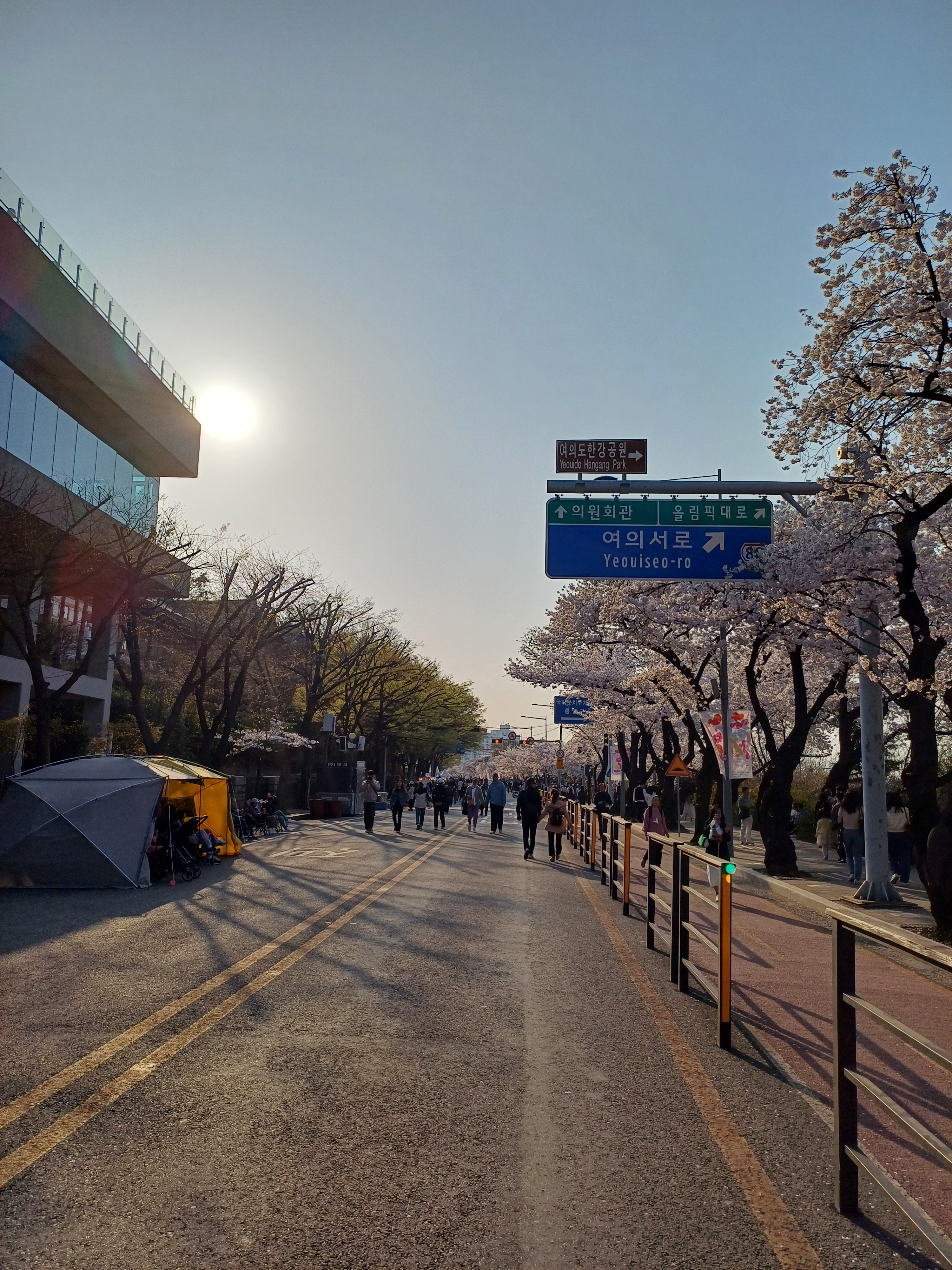
2024년 4월 5일
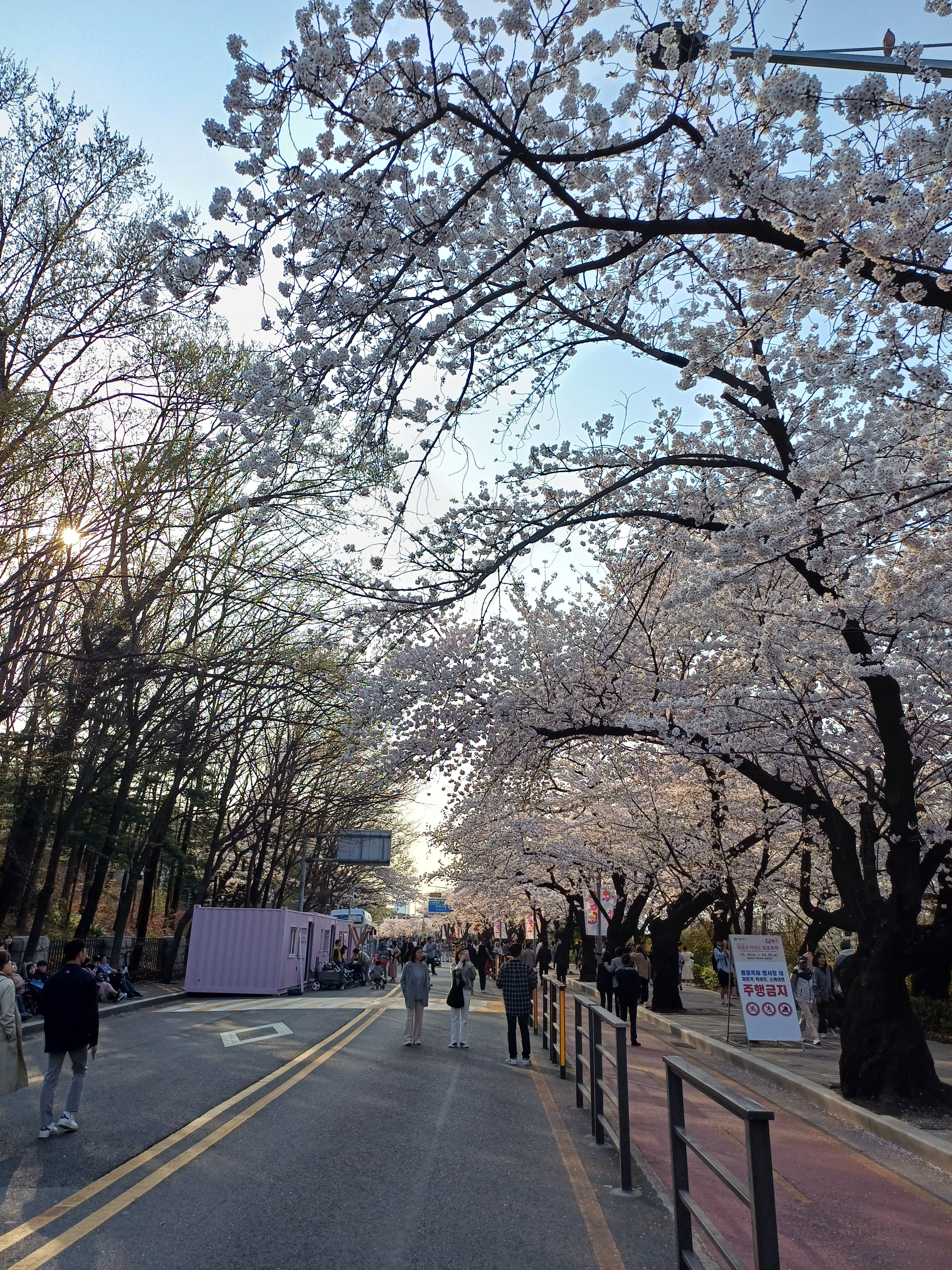
2024년 4월 5일 (2)

## 같이 보기
- 진해군항제